# Сулейманов, Осман Рустамович
Сулейманов Осман Рустамович (род. 8 апреля 1972) — советский и туркменский спортсмен, чемпион Мира по пауэрлифтингу (силовое троеборье, жим лёжа) по версии AAU.

## Биография
Чемпион Мира по пауэрлифтингу (силовое троеборье, жим лёжа) по версии AAU.
Родился в 1972 году, в городе Ашхабад, Туркменская ССР.  Начал заниматься пауэрлифтингом в 1989 году под руководством тренеров Хусейнкулиева А. Х. и Тамразова А. Н.  Мастер спорта международного класса, многократный чемпион и рекордсмен Туркменистана.